# Cogomella de prat
La cogomella de prat (Macrolepiota excoriata), també anomenada palomina de prat, és una cogomella del grup de les cogomelles veres. Es caracteritza per l'envermelliment de la carn al tall i les grans escames del barret.

## Taxonomia
L'espècie va ser descrita el 1774 com a Agaricus excoriatus per Julius Schäffer, però les icones de la nova espècie varen aparèixer al tom 1 de la mateixa col·lecció l'any 1762. Posteriorment va ser sancionat per EM Fries l'any 1821.
MM Moser l'any 1955, transfereix l'espècie de Schaeffer al gènere Macrolepiota (Macrolepiota excoriata (Schaeff.) M.M. Moser) però la publicació es considera invàlida. Finalment S.Wasser (1978) corregeix la publicació i valida la transferència que resta com Macrolepiota excoriata (Schaeff.) Wasser

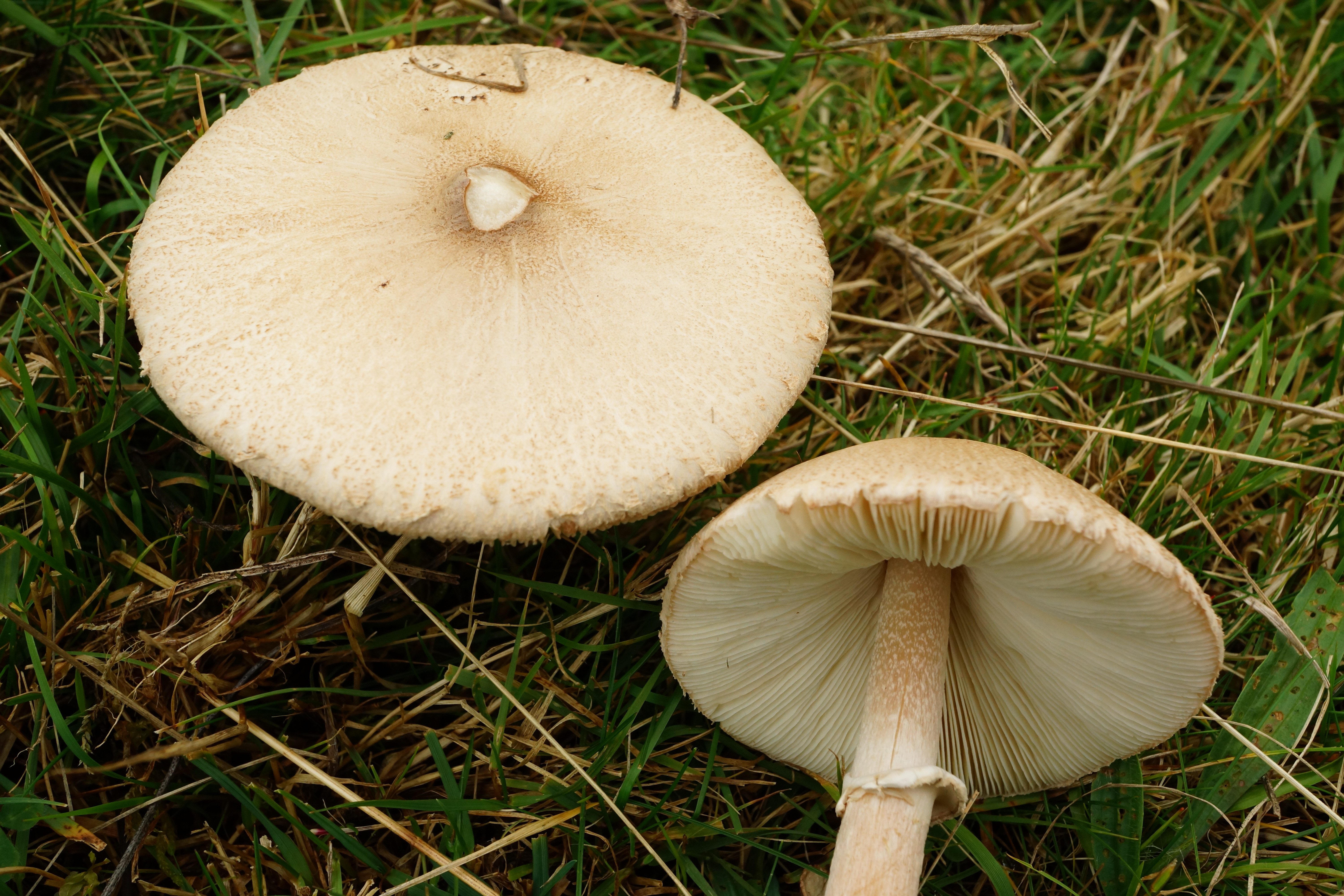
Cogomelles de prat (Macrolepiota excoriata)

## Iconografia
Schäffer J. (1762): Fung. Bavar. Palal. Nasc. Vol. 1: Tab. XVIII i XIX

## Descripció
Barret de fins a 20 cm de diàmetre, de subglobós fins a convex o estès; recobriment superficial desfet en grans escames, de brunes a bru cremós, poligonals, disposades concèntricament, distants, que contrasten sobre un fons fibril·lós i blanc; escames poc adherides i de marges separats, lliures.
Làmines de blanques a cremoses, desiguals i lliures, distants de la cama, denses.
Cama poc ancorada al substrat, de fins a 20 cm de longitud i 3 cm de diàmetre, llisa, nua, sense escames, blanca o blanquinosa. S'enfosqueix al frec, de longitud similar al diàmetre del barret, amb peu bulbós, gros, de fins a 6 cm de diàmetre, però no abruptament bulbós; anell doble, engruixit, lliure, mòbil, fibril·lós, en forma de collaret, blanc però de revers bru, persistent.
Carn blanca, que en tallar-la pren un de color roig viu a roig safrà, més tard bru; olor i tast poc distintiu.
Esporada (6-13 x 5-9 µ) de color blanc, crema o groguenc.

## Hàbitat
Des de la primavera a finals de tardor; des de solitària a colònies de nombrosos exemplars; en boscos de la muntanya mitjana, preferentment caducifolis, prats adobats, munts de compost o fulles en descomposició i en terra remogut

## Distribució geogràfica
S'ha recol·lectat a Andorra, l'Alta Cerdanya, Catalunya, el País Valencià i Menorca.

## Espècies semblants
Si la carn envermelleix de manera evident i la cama és llisa, la cogomella esparracada es pot confondre amb: 
- La cogomella de làmines verdes (Chlorophyllum molybdites)', de làmines madures tintades de verd per les espores.
- La cogomella de peu amb vora (Chlorophyllum brunneum), que té un anell simple, no doble i el bulb del peu emarginat.
- La cogomella esparracada d’anell senzill (Chlorophyllum venenatum)', que també podem diferenciar per l'anell.
- La cogomella terrosa (Chlorophyllum olivieri), d'escates de color beix, que no contrasten amb la superfície subjacent.

Si el barret del bolet té menys de 10 cm de diàmetre i/o la cama té menys de 10 cm de longitud es pot confondre amb una cogomina, un bon nombre de les quals són tòxiques.

## Comestibilitat
És comestible, però pot causar trastorns gàstrics en algunes persones. Certs autors la consideren de qualitat superior a la cogomella (Macrolepiota procera).